# Макіївка (Сватівський район)
Макі́ївка — село в Україні, у Красноріченській селищній громаді Сватівського району Луганської області. 

## Географія
В околицях села Макіївки річки Борова та Текуч впадають в річку Жеребець.

## Історія
Село засноване 1705 року, раніше мало назви Юріївка та Жеребець.
Внаслідок геноциду українського народу, вчиненого урядом СССР у 1932—1933 роках, кількість встановлених жертв села становило 182 особи.
Під час російського вторгнення в Україну село з кінця лютого 2022 року перебувало під тимчасовою окупацією російських загарбників.
5 жовтня 2022 року Збройні сили України звільнили село Макіївка від російських військ. На околицях села протягом місяця вщент знищено два російські батальйони і 13 листопада 2022 року оголошено про відновлення контролю над селом.
У селі загинув Білоковаленко Євген Анатолійович — український військовик, учасник російсько-української війни.

## Вбивство російських солдатів у Макіївці

### Вбивство
Вбивство сталося пізніше 12 листопада у селі Макіївка, яке на той час перебувало під контролем російських військ. Інцидент був зображений на двох відеозаписах. На одному з них знято процес взяття в полон російських військових: у дворі будинку лежать шість російських солдатів, ще чотири виходять із піднятими руками. Коли виходив 11-й військовослужбовець ЗС РФ, він навів зброю українських солдатів і відкрив вогонь. На наступних кадрах видно пораненого українського військового. На другому відео, знятому з дрона, видно тіла військових, що лежать на землі, в калюжах крові. Російський військовий, який стріляв у військовослужбовців ЗСУ, лежить на тому самому місці, звідки він відкрив вогонь. Команда BBC Reality Check зазначила, що пози російських солдатів, які лежали на землі ще в першому відео, збігаються до та після загибелі. Момент загибелі не був знятий. Доктор Рахіні Хаар, медичний радник організації «Лікарі за права людини», зазначила, що російські військові, ймовірно, були вбиті пострілами в голову.

### Кваліфікація інциденту
Воєнним злочином є як вбивство комбатанта, який склав зброю і здався в полон, так і хибна здача в полон. Однак, ґрунтуючись лише на відеозаписах, неможливо однозначно встановити, чи було вбивство російських військовослужбовців злочинним.
Медичний радник організації «Лікарі за права людини» доктор Рахіні Хаар вважає, що вбиті лежали, мабуть, без зброї, витягнувши руки або завівши їх за голову, що, на думку Хаар, робить їх військовополоненими чи некомбатантами. Експерт із кримінального переслідування воєнних злочинів в Утрехтському університеті Іва Вукусич зазначила, що якщо російських полонених не встигли оглянути, українські військові не могли знати, чи вони озброєні, навіть якщо ті лежали на землі. Вукусич вважає, що кваліфікація вбивства російських солдатів як воєнного злочину залежить від того, чи були росіяни вбиті в ході однієї перестрілки, чи вже пізніше як акт помсти. При цьому Вукусич вказала на те, що дії російського військового, котрий відкрив вогонь і порушив таким чином Женевську конвенцію, також мають вирішальне значення, оскільки полонені могли б вижити, якби він не почав стрілянину.
Уповноважений Верховної Ради України з прав людини Дмитро Лубинець припустив, що через інсценування здавання в полон російські військовослужбовці не можуть вважатися військовополоненими, а воєнний злочин скоїли лише росіяни.

## Розслідування
18 листопада 2022 року Управління Верховного комісара ООН з прав людини повідомило, що вивчає відеозаписи з російськими військовополоненими. Офіційні українські представники повідомили про проведення службового розслідування.
Слідчий комітет Росії порушив кримінальну справу за статтями про вбивство та жорстоке поводження з військовополоненими. Українська прокуратура порушила кримінальну справу за статтею про порушення законів та звичаїв війни щодо вбитих російських військовослужбовців.